# 19 Eskadra Towarzysząca
19 Eskadra Towarzysząca – pododdział lotnictwa Wojska Polskiego w II Rzeczypospolitej.
Eskadra została sformowana w październiku 1937 roku na lotnisku Okęcie w Warszawie, w składzie 1 pułku lotniczego. Pododdział powstał na bazie V plutonu 13 eskadry towarzyszącej. 
Wraz z 13 i 16 eskadrą tworzyła VI/1 dywizjon towarzyszący.
W sierpniu 1939 roku, w czasie mobilizacji alarmowej, jednostka została rozformowana. Eskadra nie posiadała własnego godła.

## Personel eskadry
- dowódca eskadry - por. obs. Fidelis Józef Łukasik (X 1937 - XI 1938 → dowódca 12 esk. lin. i 222 esk. bomb.)
- dowódca I/19 plutonu
  - por. pil. Eugeniusz Lech (X 1937 - V 1939)
  - por. obs. Maciej Socharski (V - VIII 1939)
- dowódca II/19 plutonu:
  - por. obs. Stanisław Daniel (X 1937 - IX 1938)
  - por. obs. Stefan Kalina (IX - XII 1938)
  - kpt. obs. Lucjan Fijuth
- szef mechaników - st. majster wojsk. Marian Łęczycki